# Complex (magazine)
Pour l’article homonyme, voir Complex.
Complex est un magazine bimensuel américain, centré sur le mode de vie masculin plutôt urbain (Streetwear, hip-hop, arts graphiques, ...).